# Parápode

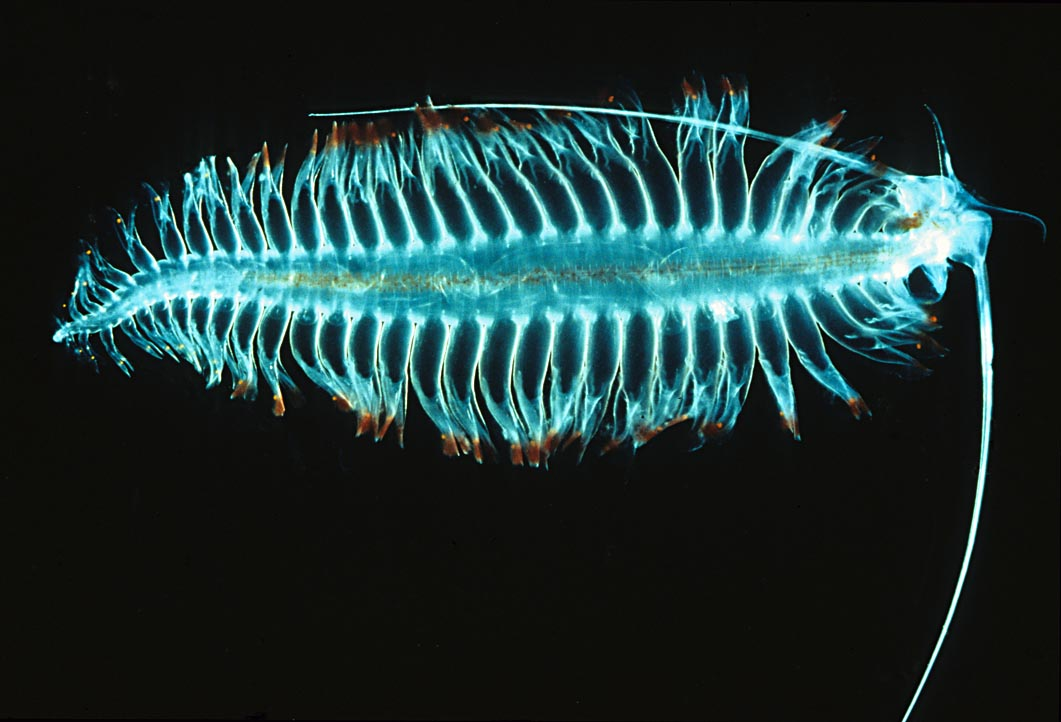
Parápodes num plâncton marinho.

Parápode (do grego para, "além" ou "ao lado" + podia, "pé") ou parapódio, é cada um dos dois apêndices que emergem das laterais de cada segmento que compõe o corpo dos anelídeos. São característicos dos Polychaeta, mas também são encontrados em moluscos da ordem Opisthobranchia.
Os parápodes podem apresentar apêndices não-ramificados ("unirremes") ou ramificados ("birremes"). Neste último caso, os lobos dorsais ou braços são denominados notopódios e os ventrais de neuropódios.
Tanto neuropódios quanto notopódios podem ostentar cirros (denominados respectivamente de neurocirri e notocirri) e sedas (denominadas respectivamente de neurosetae e notosetae). Os cirros entre dois apêndices são denominados cirros inter-ramais.
As protrusões carnosas nas laterais de alguns gastrópodes também são chamados de parápodes (especialmente característicos nos Thecosomata).